# WWE World Tag Team Championship
El Campionat Mundial de Parelles de la WWE va ser un campionat de lluita lliure professional que fou defensat en la World Wrestling Entertainment des de 1971 fins a 2010.

## Història

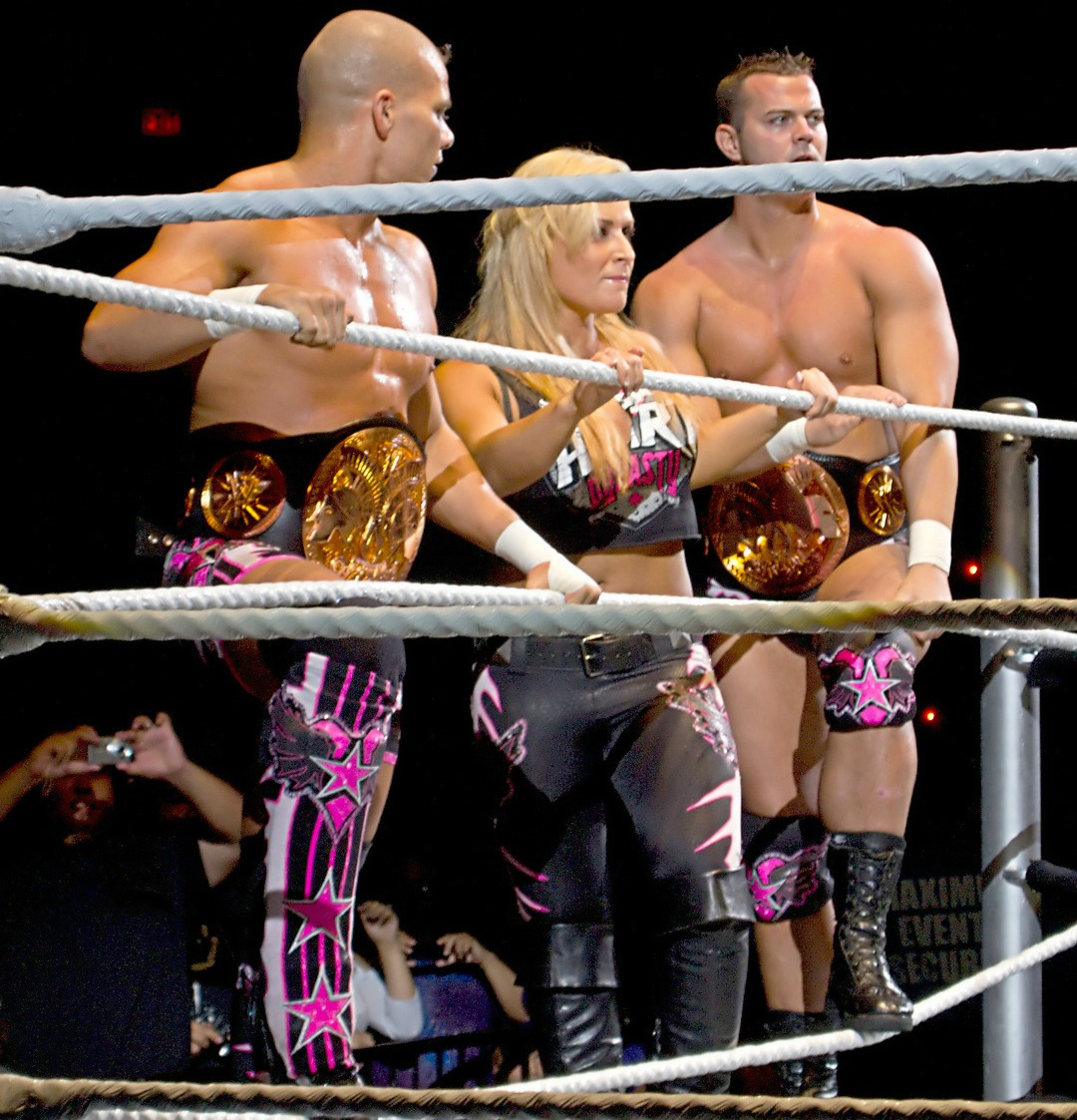
The Hart Dynasty foren els últims posseïdors d'aquest títol

Originalment fou conegut com el Campionat Mundial en Parelles de la World Wide Wrestling Federation (WWWF). Va ser introduït en l'any 1971, Luke Graham i Tarzan Tyler varen ser els campions inaugurals el 3 de juny. Més tard, el 1979, el nom de la promoció canvià a World Wrestling Federation, de manera que el títol fou rebatejat a Campionat Mundial en Parelles de la World Wrestling Federation (WWF).
Al març de 2001, la World Wrestling Federation va absorbir a la World Championship Wrestling. Seguidament, Vince McMahon va crear la storyline de "La Invasión", en la que la WCW fou definitivament desmantellada. En el final de "La Invasión" en el PPV Survivor Series 2001, el Campionat Mundial en Parelles de la WCW i el Campionat Mundial en Parelles de la WWF foren unificats; els Campions en Parelles de la WCW The Dudley Boyz derrotaren als Campions en Parelles de la WWF The Hardy Boyz en un Steel Cage Match. Per aquest resultat The Dudley Boyz són reconeguts com els últims Campions en Parelles de la WCW i es convertiren en los nous Campions en Parelles de la WWF.
Després que la WWF canviés el seu nom a WWE el 2002, el campionat fou reanomenat a Campionat en Parelles de la World Wrestling Entertainment (WWE). Després, quan es va celebrar el draft, els campions en aquell moment, foren enviats a la marca RAW junt amb els campionats, fent-los exclusius de dita marca.
A conseqüència del draft, Smackdown va quedar sense campionat de parelles; per la qual cosa es va introduir el Campionat en Parelles de la WWE, exclusiu de SmakcDown. Amb la introducció del Campionat mundial de pes pesant de la WWE a RAW i després que el Campionat de la WWE fos traspassat a SmackDown, el campionat en parelles es reanomenà a Campionat Mundial en Parelles. Això es va fer de manera que els noms d'ambdós títols en parelles reflectissin els noms dels campionats màxims de cada marca. Tot i això, el Campionat de la WWE i el Campionat mundial de pes pesant canviaren de marca durant el draft del 2005, i cap dels títols en parella foren reanomenats.
A WrestleMania XXV, aquests títols s'unificaren amb els WWE Tag Team Championship; els campions John Morrison & The Miz van perdre els campionats mundials enfront als Campions en Parelles de la WWE Carlito & Primo, passant a ser els Campionats Unificats en Parelles de la WWE. Tot i això, cap dels dos títols va ser retirat, ja que ambdós mantenien les seves llistes de campions per separat. El 16 d'agost de 2010, durant el regnat de The Hart Dynasty el campionat va canviar de nom a WWE Tag Team Championship. Finalment, el WWE World Tag Team Championship va ser retirat; els seus últims campions van ser The Hart Dynasty (David Hart Smith & Tyson Kidd).

## Llista de campions
| Equip                                                        | Regnats junts | Derrotaren a: | Data:                   | Show:                         |
| ------------------------------------------------------------ | ------------- | --- | ----------------------- | ----------------------------- |
| WWWF World Tag Team Championship                             |               | |                         |                               |
| Luke Graham (1) & Tarzan Tyler (1)                           | 1             | Dick the Bruiser & The Sheik | 3 de juny de 1971       | N/A                           |
| Karl Gotch (1) & Rene Goulet (1)                             | 1             | Luke Graham & Tarzan Tyler | 6 de desembre de 1971   | N/A                           |
| Mikel Scicluna (1) & King Curtis (1)                         | 1             | Karl Gotch & Rene Goulet | 1 de febrer de 1972     | N/A                           |
| Chief Jay Strongbow (1) & Sonny King (1)                     | 1             | Mikel Scicluna & King Curtis | 22 de maig de 1972      | N/A                           |
| Professor Tanaka (1) & Mr. Fuji (1)                          | 1             | Chief Jay Strongbow & Sonny King | 27 de juny de 1972      | N/A                           |
| Tony Garea (1) & Haystacks Calhoun (1)                       | 1             | Professor Tanaka & Mr. Fuji | 30 de maig de 1973      | N/A                           |
| Professor Tanaka (2) & Mr. Fuji (2)                          | 2             | T. Garea & Haystacks Calhoun | 11 de setembre de 1973  | N/A                           |
| Tony Garea (2) & Dean Ho (1)                                 | 1             | Professor Tanaka & Mr. Fuji | 14 de novembre de 1973  | N/A                           |
| Jimmy Valiant (1) & Johnny Valiant (1)                       | 1             | Tony Garea & Dean Ho | 8 de maig de 1974       | N/A                           |
| Víctor Rivera (1) & Dominic DeNucci (1)                      | 1             | Jimmy & Johnny Valiant | 13 de maig de 1975      | N/A                           |
| Dominic DeNucci (2) & Pat Barret (1)                         | 1             | Rivera deixà la WWF, y fou reemplazat per Barret                                                                                    | juny de 1975            |                               |
| The Blackjacks (Lanza (1) & Mulligan (1))                    | 1             | Dominic DeNucci & Pat Barrett | 26 d'agost de 1975      |                               |
| Tony Parisi (1) & Louis Cerdan (1)                           | 1             | The Blackjacks | 8 de novembre de 1975   |                               |
| The Executioners (#1 (1) & #2 (1))                           | 1             | Tony Parisi & Louis Cerdan | 11 de maig de 1976      |                               |
| Vacant                                                       | N/A           | Per la participació d'un tercer Executioner.                                                                                        | 7 de desembre de 1976   |                               |
| Chief Jay Strongbow (2) & Bill White Wolf (1)                | 1             | The Executioners y Tor Kamata & Nikolai Volkoff                                                                                     | 7 de desembre de 1976   |                               |
| Vacant                                                       | N/A           | Per una lesió patida per Wolf | Agost de 1977           |                               |
| Professor Tanaka (3) & Mr. Fuji (3)                          | 3             | Tony Garea & Larry Zbyszko | 27 de setembre de 1977  |                               |
| Dominc DeNucci (3) & Dino Bravo (1)                          | 1             | Professor Tanaka & Mr. Fuji | 14 de març de 1978      |                               |
| The Yukon Lumberjacks (Eric (1) & Pierre (1))                | 1             | Dominic DeNucci & Dino Bravo | 26 de juny de 1978      |                               |
| Tony Garea (3) & Larry Zbyszko                               | 1             | The Yukon Lumberjacks | 21 de novembre de 1978  |                               |
| WWF World Tag Team Championship/WWF Tag Team Championship    |               | |                         |                               |
| Johnny Valiant (2) & Jerry Valiant                           | 1             | Tony Garea & Larry Zbyszko | 6 de març de 1979       |                               |
| Ivan Putski & Tito Santana                                   | 1             | Johnny & Jerry Valiant | 22 d'octubre de 1979    |                               |
| The Wild Samoans (Afa (1) & Sika (1))                        | 1             | Ivan Putski & Tito Santana | 12 d'abril de 1980      |                               |
| Bob Backlund & Pedro Morales                                 | 1             | The Wild Samoans | 9 d'agost de 1980       |                               |
| Vacant                                                       | N/A           | Degut al status de Backlund de Campió Pes Pesat de la WWF                                                                           | 10 d'agost de 1980      |                               |
| The Wild Samoans (Afa (2) & Sika (2))                        | 2             | Tony Garea & Rene Goulet | 9 de setembre de 1980   |                               |
| Tony Garea (4) & Rick Martel                                 | 1             | The Wild Samoans | 8 de novembre de 1980   |                               |
| The Moondogs (King (1) & Rex (1))                            | 1             | Tony Garea & Rick Martel | 17 de març de 1981      |                               |
| Tony Garea (5) & Rick Martel (2)                             | 2             | The Moondogs | 21 de juliol de 1981    |                               |
| Mr. Fuji (4) & Mr. Saito (1)                                 | 1             | Tony Garea & Rick Martel | 13 d'octubre de 1981    |                               |
| Jules Strongbow (1) & Chief Jay Strongbow (3)                | 1             | Mr. Fuji & Mr. Saito | 28 de juny de 1982      |                               |
| Mr. Fuji (5) & Mr. Saito (2)                                 | 2             | Jules & Chief Jay Strongbow | 13 de juliol de 1982    |                               |
| Jules Strongbow (2) & Chief Jay Strongbow (4)                | 2             | Mr. Fuji & Mr. Saito | 26 d'octubre de 1982    |                               |
| The Wild Samoans (Afa (3) & Sika (3))                        | 3             | Jules & Chief Jay Strongbow | 8 de març de 1983       |                               |
| Tony Atlas (1) & Rocky Johnson (1)                           | 1             | The Wild Samoans | 15 de novembre de 1983  |                               |
| Adrian Adonis (1) & Dick Murdoch (1)                         | 1             | Tony Atlas & Rocky Johnson | 17 d' abril de 1984     |                               |
| The US Express (Mike Rotundo (1) & Barry Windham (1))        | 1             | Adrian Adonis & Dick Murdoch | 21 de gener de 1985     |                               |
| Iron Sheik (1) & Nikolai Volkoff (1)                         | 1             | M. Rotundo & B. Windham | 31 de març de 1985      | WrestleMania                  |
| The US Express (Mike Rotundo (2) & Barry Windham (2))        | 2             | Iron Sheik & Nikolai Volkoff | 17 de juny de 1985      |                               |
| The Dream Team (Brutus Beefcake (1) & Greg Valentine (1))    | 1             | M. Rotundo & B. Windham | 24 d'agost de 1985      |                               |
| The British Bulldogs (Dynamite Kid (1) & Davey Boy Smith (1) | 1             | The Dream Team | 7 d' abril de 1986      | WrestleMania 2                |
| The Hart Foundation (Bret Hart (1) & Jim Neidhart (1))       | 1             | The British Bulldogs | 26 de gener de 1987     | Superstars                    |
| Strike Force (Rick Martel (3) & Tito Santana (2)             | 1             | The Hart Foundation | 27 d' octubre de 1987   | Superstars                    |
| Demolition (Ax (1) & Smash (1))                              | 1             | Strike Force | 27 de març de 1988      | WrestleMania IV               |
| The Brain Busters (Arn Anderson (1) & Tully Blanchard (1)    | 1             | Demolition | 18 de juliol de 1989    | SNME                          |
| Demolition (Ax (2) & Smash (2))                              | 2             | Brain Busters | 2 d' octubre de 1989    | SNME                          |
| The Colossal Connection (Andre the Giant (1) & Haku (1))     | 1             | Demolition | 13 de diciembre de 1989 | Superstars                    |
| Demolition (Ax (3), Smash (3) & Crush (1))                   | 3             | The Colossal Connection | 1 d' abril de 1990      | WrestleMania VI               |
| The Hart Foundation (Bret Hart (2) & Jim Neidhart (2))       | 2             | Demolition | 27 d' agosto de 1990    | SummerSlam                    |
| The Nasty Boys (Brian Knobbs (1) & Jerry Sags (1))           | 1             | The Hart Foundation | 24 de març de 1991      | WrestleMania VII              |
| The Legion of Doom (Animal (1) & Hawk (1))                   | 1             | The Nasty Boys | 26 d'agost de 1991      | SummerSlam                    |
| Money, Inc. (Ted DiBiase (1) & I.R.S. (3))                   | 1             | The Legion of Doom | 7 de febrer de 1992     |                               |
| The Natural Disasters (Earthquake (1) & Typhoon (1))         | 1             | Money, Inc. | 20 de juliol de 1992    |                               |
| Money, Inc. (Ted DiBiase (2) & I.R.S. (4))                   | 2             | Natural Disasters | 13 d' octubre de 1992   |                               |
| The Steiner Brothers (Rick (1) & Scott (1))                  | 1             | Money, Inc. | 14 de juny de 1993      | RAW                           |
| Money, Inc. (Ted DiBiase (3) & I.R.S. (5))                   | 3             | The Steiner Brothers | 16 de juny de 1993      |                               |
| The Steiner Brothers (Rick (2) & Scott (2))                  | 2             | Money, Inc. | 19 de juny de 1993      |                               |
| The Quebecers (Pierre (1) & Jacques (1))                     | 1             | The Steiner Brothers | 13 de setembre de 1993  | RAW                           |
| Marty Jannetty & 1-2-3 Kid                                   | 1             | The Quebecers | 10 de gener de 1994     | RAW                           |
| The Quebecers (Pierre (2) & Jacques (2))                     | 2             | Marty Jannetty & 1-2-3 Kid | 17 de gener de 1994     | RAW                           |
| Men on a Mission (Mabel (1) & Mo (1))                        | 1             | The Quebecers | 29 de març de 1994      | House Show                    |
| The Quebecers (Pierre (3) & Jacques (3))                     | 3             | Men on a Mission | 31 de març de 1994      | House Show                    |
| The Headshrinkers (Fatu (1) & Samu (1))                      | 1             | The Quebecers | 26 d' abril de 1994     | RAW                           |
| Diésel (1) & Shawn Michaels (1)                              | 1             | The Headshrinkers | 28 d'agost de 1994      | House Show                    |
| Vacant                                                       | N/A/          | Michaels i Diésel no funcionaven com a equip.                                                                                       | 23 de novembre de 1994  |                               |
| 1-2-3 Kid (2) & Bob Holly (1)                                | 1             | Bam Bam Bigelow & Tatanka | 22 de gener de 1995     | Royal Rumble                  |
| The Smokin' Gunns (Bart (1) & Billy (1))                     | 1             | 1-2-3 Kid & Bob Holly | 23 de gener de 1995     | RAW                           |
| Owen Hart (1) & Yokozuna (1)                                 | 1             | The Smokin' Gunns | 2 d' abril de 1995      | WrestleMania XI               |
| Diésel (2) & Shawn Michaels (2)                              | 2             | Owen Hart & Yokozuna | 24 de setembre de 1995  |                               |
| Owen Hart (2) & Yokozuna (2)                                 | 2             | N/A | 25 de setembre de 1995  | RAW                           |
| The Smokin' Gunns (Bart (2) & Billy (2))                     | 2             | Owen Hart & Yokozuna | 25 de setembre de 1995  | RAW                           |
| Vacant                                                       | N/A           | Degut a una lesió patida per Billy.                                                                                                 | 15 de febrer de 1996    |                               |
| The Bodydonnas (Skip (1) & Zip (1))                          | 1             | The Godwinns | 31 de març de 1996      |                               |
| The Godwinns (Henry (1) & Phineas (1))                       | 1             | The Bodydonnas | 19 de maig de 1996      | House Show                    |
| The Smokin' Gunns (Bart (3) & Billy (3))                     | 3             | The Godwinns | 26 de maig de 1996      | In Your House 8               |
| Owen Hart (3) & The British Bulldog (2)                      | 1             | The Smokin' Gunns | 22 de setembre de 1996  | In Your House 10              |
| Steve Austin (1) & Shawn Michaels (3)                        | 1             | The British Bulldog & Owen Hart | 25 de maig de 1997      | RAW                           |
| Vacant                                                       | N/A           | Degut a una lesió de Michaels. | 14 de juliol de 1997    | RAW                           |
| Steve Austin (2) & Dude Love (1)                             | 1             | The British Bulldog & Owen Hart | 14 de juliol de 1997    | RAW                           |
| Vacant                                                       | N/A           | Degut a una lesió patida per Austin.                                                                                                | 7 de setembre de 1997   | In Your House 17              |
| The Headbangers (Mosh (1) & Thrasher (1))                    | 1             | Godwinns, The Legion of Doom y The British Bulldog & Owen Hart                                                                      | 7 de setembre de 1997   | In Your House 17              |
| The Godwinns (Henry (2) & Phineas (2))                       | 2             | The Headbangers | 5 d' octubre de 1997    | In Your House 18              |
| The Legion of Doom (Animal (2) & Hawk (2))                   | 2             | The Godwinns | 7 d' octubre de 1997    | RAW                           |
| The New Age Outlaws (Billy Gunn (4) & Road Dogg (1))         | 1             | The Legion of Doom | 24 de novembre de 1997  | RAW                           |
| Cactus Jack (2) & Chainsaw Charlie (1)                       | 1             | The New Age Outlaws | 29 de març de 1998      | WrestleMania XIV              |
| Vacant                                                       | N/A           | Cactus Jack & C. Charlie no van obtenir la victoria correctament.                                                                   | 30 de març de 1998      | RAW                           |
| The New Age Outlaws (Billy Gunn (5) & Road Dogg (2))         | 2             | Cactus Jack & C. Charlie | 30 de març de 1998      | RAW                           |
| Kane (1) & Mankind (3)                                       | 1             | The New Age Outlaws | 13 de juliol de 1998    | RAW                           |
| Steve Austin (3) & The Undertaker (1)                        | 1             | Kane & Mankind | 26 de juliol de 1998    | In Your House:Fully Loaded    |
| Kane (2) & Mankind (4)                                       | 2             | Austin & Undertaker, The New Age Outlaws i Owen Hart & The Rock\| 10 d'agost de 1998                                                | RAW                     |                               |
| The New Age Outlaws (Billy Gunn (6) & Road Dogg (3))         | 3             | Kane & Mankind | 30 d'agost de 1998      | SummerSlam                    |
| The Big Boss Man (1) & Ken Shamrock (1)                      | 1             | The New Age Outlaws | 14 de desembre de 1998  | RAW                           |
| Owen Hart (4) & Jeff Jarrett (1)                             | 1             | Big Boss Man & Ken Shamrock | 25 de gener de 1999     | RAW                           |
| Kane (3) & X-Pac (3)                                         | 1             | Owen Hart & Jeff Jarrett | 30 de març de 1999      | RAW                           |
| The Acolytes (Bradshaw (1) & Faarooq (1))                    | 1             | Kane & X-Pac | 31 de maig de 1999      | RAW                           |
| The Hardy Boyz (Jeff (1) & Matt (1))                         | 1             | The Acolytes | 29 de juny de 1999      | SmackDown!                    |
| The Acolytes (Bradshaw (2) & Faaroq (2))                     | 2             | The Hardy Boyz | 25 de juliol de 1999    | Fully Loaded                  |
| Kane (4) & X-Pac (4)                                         | 2             | The Acolytes | 9 d'agost de 1999       | RAW                           |
| The Unholy Alliance (The Undertaker (2) & The Big Show (1))  | 1             | Kane & X-Pac | 22 d'agost de 1999      | SummerSlam                    |
| The Rock 'n' Sock Connection (Mankind (5) & The Rock (1))    | 1             | The Unholy Alliance | 30 d'agost de 1999      | RAW                           |
| The Unholy Alliance (The Undertaker (3) & The Big Show (2))  | 2             | The Rock 'n' Sock Connection | 7 de setembre de 1999   | SmackDown!                    |
| The Rock 'n' Sock Connection (Mankind (6) & The Rock (2))    | 2             | The Unholy Alliance | 20 de setembre de 1999  | RAW                           |
| The New Age Outlaws (Billy Gunn (7) & Road Dogg (4))         | 4             | The Rock 'n' Sock Connection | 21 de setembre de 1999  | SmackDown!                    |
| The Rock 'n' Sock Connection (Mankind (7) & The Rock (3))    | 3             | The New Age Outlaws | 12 d' octubre de 1999   | SmackDown!                    |
| Crash Holly (1) & Hardcore Holly (2)                         | 1             | The Rock 'n' Sock Connection | 18 d' octubre de 1999   | RAW                           |
| Mankind (8) & Al Snow (1)                                    | 1             | Crash & Hardcore Holly | 2 de novembre de 1999   | SmackDown!                    |
| The New Age Outlaws (Billy Gunn (8) & Road Dogg (5))         | 5             | The Rock 'n' Sock Connection | 8 de novembre de 1999   | RAW                           |
| The Dudley Boyz (Bubba Ray (1) & D-Von (1))                  | 1             | The New Age Outlaws | 27 de febrer de 2000    | No Way Out                    |
| Edge (1) & Christian (1)                                     | 1             | The Dudley Boyz & The Hardy Boyz | 2 d' abril de 2000      | WrestleMania 2000             |
| Too Cool (Grandmaster Sexay (1) & Scotty 2 Hotty (1))        | 1             | Edge & Christian | 29 de maig de 2000      | RAW                           |
| Edge (2) & Christian (2)                                     | 2             | Too Cool, The Hardy Boyz & T & A | 25 de juny de 2000      | King of the Ring              |
| The Hardy Boyz (Jeff (2) & Matt (2))                         | 2             | Edge & Christian | 24 de setembre de 2000  | Unforgiven                    |
| Edge (3) & Christian (3)                                     | 3             | The Hardy Boyz | 22 d' octubre de 2000   | No Mercy                      |
| The Hardy Boyz (Jeff (3) & Matt (3))                         | 3             | Edge & Christian | 23 d' octubre de 2000   | RAW                           |
| Right to Censor (Bull Buchanan (1) & Goodfather (1))         | 1             | The Hardy Boyz | 6 de novembre de 2000   | RAW                           |
| Edge (4) & Christian (4)                                     | 4             | Right to Censor, Dudley Boys i Road Dogg & K-Kwik                                                                                   | 10 de desembre de 2000  | Armageddon                    |
| The Rock (4) & The Undertaker (4)                            | 1             | Edge & Christian | 18 de desembre de 2000  | RAW                           |
| Edge (5) & Christian (5)                                     | 5             | The Rock & Undertaker | 19 de desembre de 2000  | SmackDown!                    |
| The Dudley Boyz (Bubba Ray (2) & D-Von (2))                  | 2             | Edge & Christian | 21 de gener de 2001     | Royal Rumble                  |
| The Hardy Boyz (Jeff (4) & Matt (4))                         | 4             | The Dudley Boyz | 5 de març de 2001       | RAW                           |
| Edge (6) & Christian (6)                                     | 6             | The Hardy Boyz | 19 de març de 2001      | RAW                           |
| The Dudley Boyz (Bubba Ray (3) & D-Von (3))                  | 3             | Edge & Christian | 19 de març de 2001      | RAW                           |
| Edge (7) & Christian (7)                                     | 7             | The Dudley Boyz | 1 d' abril de 2001      | WrestleMania X-Seven          |
| The Brothers of Destruction (Kane (5) & The Undertaker (5))  | 1             | Edge & Christian | 17 d' abril de 2001     | SmackDown!                    |
| The Two -Man Power Trip (Steve Austin (4) & Triple H (1))    | 1             | The Brothers of Destruction | 29 d' abril de 2001     | Backlash                      |
| Chris Benoit (1) & Chris Jericho (1)                         | 1             | The Two-Man Power Trip | 21 de maig de 2001      | RAW                           |
| The Dudley Boyz (Bubba Ray (4) & D-Von (4))                  | 4             | Chris Benoit & Chris Jericho | 19 de juny de 2001      | SmackDown!                    |
| The APA (Bradshaw (3) & Faaroq (3))                          | 3             | The Dudley Boyz | 9 de juliol de 2001     | RAW                           |
| Kanyon (1) & Diamond Dallas Page (1)                         | 1             | The APA | 7 d'agost de 2001       | SmackDown!                    |
| The Brothers of Destruction (Kane (6) & The Undertaker (6))  | 2             | Kanyon & Diamond Dallas Page | 19 d'agost de 2001      | SummerSlam                    |
| The Dudley Boyz (Bubba Ray (5) & D-Von (5))                  | 5             | The Brothers of Destruction | 17 de setembre de 2001  | RAW                           |
| The Rock (5) & Chris Jericho (2)                             | 1             | The Dudley Boyz | 22 d' octubre de 2001   | RAW                           |
| Booker T (1) & Test (1)                                      | 1             | The Rock & Chris Jericho | 30 d' octubre de 2001   | SmackDown!                    |
| The Hardy Boyz (Jeff (5) & Matt (5))                         | 5             | Booker T & Test | 12 de novembre de 2001  | RAW                           |
| The Dudley Boyz (Bubba Ray (6) & D-Von (6))                  | 6             | The Hardy Boyz | 18 de novembre de 2001  | Survivor Series               |
| Tazz (1) & Spike Dudley (1)                                  | 1             | The Dudley | 7 de gener de 2002      | RAW                           |
| Billy (9) & Chuck (1)                                        | 1             | Tazz & Spike Dudley | 19 de febrer de 2002    | SmackDown!                    |
| WWE Tag Team Championship                                    |               | |                         |                               |
| Rico (1) & Rikishi (2)                                       | 1             | Billy & Chuck | 19 de maig de 2002      | Judgment Day                  |
| Billy (10) & Chuck (2)                                       | 2             | Rico & Rikishi | 4 de juny de 2002       | SmackDown!                    |
| Hulk Hogan (1) & Edge (8)                                    | 1             | Billy & Chuck | 2 de juliol de 2002     | SmackDown!                    |
| The Un-Americans (Christian (8) & Lance Storm (1))           | 1             | Hollywood Hogan & Edge | 21 de juliol de 2002    | Vengeance                     |
| Kane (7) & The Hurricane (1)                                 | 1             | The Un-Americans | 23 de setembre de 2002  | RAW                           |
| Christian (9) & Chris Jericho (3)                            | 1             | Kane & The Hurricane | 14 d' octubre de 2002   | RAW                           |
| WWE World Tag Team Championship                              |               | |                         |                               |
| Booker T (2) & Goldust (1)                                   | 1             | Christian & Chris Jericho | 15 de desembre de 2002  | Armageddon                    |
| William Regal (1) & Lance Storm (2)                          | 1             | Booker T & Goldust | 6 de gener de 2003      | RAW                           |
| The Dudley Boyz (Bubba Ray (7) & D-Von (7))                  | 7             | William Regal & Lance Storm | 19 de gener de 2003     | Royal Rumble                  |
| William Regal (2) & Lance Storm (3)                          | 2             | The Dudley Boyz | 20 de gener de 2003     | RAW                           |
| Vacant                                                       | N/A           | Degut a una lesió de Regal | 24 de març de 2003      | RAW                           |
| Chief Morley (1) & Lance Storm (4)                           | 1             | N/A | 24 de març de 2003      | RAW                           |
| Kane (8) & Rob Van Dam (1)                                   | 1             | Lance Storm & Chief Morley i The Dudley Boyz                                                                                        | 31 de març de 2003      | RAW                           |
| La Résistance (René Duprée (1) & Sylvain Grenier (1))        | 1             | Kane & Rob Van Dam | 15 de juny de 2003      | Bad Blood                     |
| The Dudley Boyz (Bubba Ray (8) & D-Von (8))                  | 8             | La Résistance | 21 de setembre de 2003  | Unforgiven                    |
| Evolution (Ric Flair (1) & Batista (1))                      | 1             | The Dudley Boyz, La Résistance, Val Venis & Lance Storm, Scott Steiner & Test, The Hurricane & Rosey i Mark Jindrak & Garrison Cade | 14 de desembre de 2003  | Armageddon                    |
| Booker T (3) & Rob Van Dam (2)                               | 1             | Evolution | 16 de febrer de 2004    | RAW                           |
| Evolution (Ric Flair (2) & Batista (2))                      | 2             | Booker T & Rob Van Dam | 22 de març de 2004      | RAW                           |
| Chris Benoit (2) & Edge (9)                                  | 1             | Evolution | 19 d' abril de 2004     | RAW                           |
| La Résistance (Robért Conway (1) & Sylvain Grenier (2))      | 1             | Chris Benoit & Edge | 31 de maig de 2004      | RAW                           |
| Chris Benoit (3) & Edge (10)                                 | 2             | Evolution | 19 d' octubre de 2004   | Taboo Tuesday                 |
| La Résistance (Robért Conway (2) & Sylvain Grenier (3))      | 2             | Chris Benoit & Edge | 1 de novembre de 2004   | RAW                           |
| Eugene (1) & William Regal (3)                               | 1             | La Résistance i Rhyno & Tajiri | 15 de novembre de 2004  | RAW                           |
| La Résistance (Robért Conway (3) & Sylvain Grenier (4))      | 3             | William Regal & Coach | 16 de gener de 2005     | House Show                    |
| Tajiri (1) & William Regal (4)                               | 1             | La Résistance | 4 de febrer de 2005     | RAW                           |
| The Hurricane (2) & Rosey (1)                                | 1             | La Résistance, Tajiri & Regal, The Heart Throbs i Simon Dean & Maven                                                                | 1 de maig de 2005       | Backlash                      |
| Lance Cade (1) & Trevor Murdoch (1)                          | 1             | Hurricane & Rosey | 18 de setembre de 2005  | Unforgiven                    |
| The Big Show (3) & Kane (9)                                  | 1             | Lance Cade & Trevor Murdoch | 1 de novembre de 2005   | Taboo Tuesday                 |
| The Spirit Squad (Johnny, Kenny, Mikey, Mitch i Nicky)       | 1             | Big Show & Kane | 3 d' abril de 2006      | RAW                           |
| Ric Flair (3) & Roddy Piper (1)                              | 1             | Spirit Squad | 5 de novembre de 2006   | Cyber Sunday                  |
| Rated RKO (Edge (11) & Randy Orton (1))                      | 1             | Ric Flair & Roddy Piper | 13 de novembre de 2006  | RAW                           |
| John Cena (1) & Shawn Michaels (4)                           | 1             | Rated RKO | 29 de gener de 2007     | RAW                           |
| The Hardys (Jeff (6) y Matt (6))                             | 6             | Ganando una Battle Royal de 10 equipos                                                                                              | 2 d' abril de 2007      | RAW                           |
| Lance Cade (2) & Trevor Murdoch (2)                          | 2             | The Hardys | 4 de juny de 2007       | RAW                           |
| Paul London (1) & Brian Kendrick (1)                         | 1             | Cade & Murdoch | 5 de setembre de 2007   | House Show                    |
| Lance Cade (3) & Trevor Murdoch (3)                          | 3             | London & Kendrick | 8 de setembre de 2007   | House Show                    |
| Hardcore Holly (3) & Cody Rhodes (1)                         | 1             | Cade & Murdoch | 10 de desembre de 2007  | RAW                           |
| Ted DiBiase, Jr. (1) & Cody Rhodes (2)                       | 1             | Hardcore Holly | 29 de juny de 2008      | Night of Champions            |
| Batista (3) & John Cena (2)                                  | 1             | DiBiase & Rhodes | 4 d'agost de 2008       | RAW                           |
| Ted DiBiase, Jr. (2) & Cody Rhodes (3)                       | 2             | Batista & Cena | 11 d'agost de 2008      | RAW                           |
| CM Punk (1) & Kofi Kingston (1)                              | 1             | DiBiase & Rhodes | 27 d' octubre de 2008   | RAW                           |
| John Morrison (1) & The Miz (1)                              | 1             | Punk & Kingston | 13 de desembre de 2008  | House Show                    |
| Unified WWE Tag Team Championship                            |               | |                         |                               |
| Carlito (1) & Primo (1)                                      | 1             | Morrison & Miz | 5 d' abril de 2009      | WrestleMania XXV              |
| Edge (12) & Chris Jericho (4)                                | 1             | The Colons & The Legacy | 28 de juny de 2009      | The Bash                      |
| Chris Jericho (5) & Big Show (4)                             | 1             | Show va reemplazar a Edge que estava lesionat                                                                                       | 26 de juliol de 2009    | Night of Champions            |
| D-Generation X (Triple H (2) i Shawn Michaels (5)            | 1             | Jericho & Show | 13 de desembre de 2009  | TLC: Tables, Ladders & Chairs |
| Big Show (5) & The Miz (2)                                   | 1             | DX i CM Punk & Luke Gallows | 8 de febrer de 2010     | RAW                           |
| The Hart Dynasty (David Hart Smith (1) & Tyson Kidd (1))     | 1             | The Miz & The Big Show | 26 d' abril del 2010    | RAW                           |
| Desactivat                                                   | N/A           | A favor del WWE Tag Team Championship                                                                                               | 16 d'agost de 2010      | RAW                           |

## Major quantitat de regnats

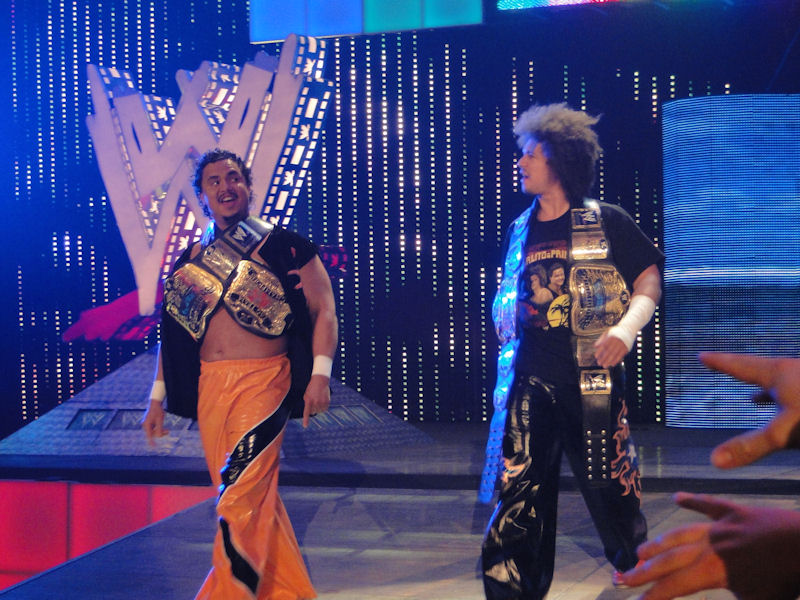
The Colóns unificaren els dos campionats en parelles

### En parelles
- 8 vegades: The Dudley Boyz
- 7 vegades: Edge & Christian
- 6 vegades: The Hardy Boys
- 5 vegades: New Age Outlaws

### Individualment
- 12 vegades: Edge.
- 10 vegades: Billy Gunn.
- 9 vegades: Christian i Kane.
- 8 vegades: D-Von Dudley, Bubba Ray Dudley i Mick Foley.
- 6 vegades: Jeff Hardy, Matt Hardy i The Undertaker.
- 5 vegades: The Rock, Mr. Fuji, Tony Garea, Road Dogg, Mike Rotundo/I.R.S., Chris Jericho, Shawn Michaels i Big Show.

## Dades interessants
- Regnat més llarg: Demolition, 478 dies.
- Regnat més curt: Edge & Christian, 1 hora.
- Campió més gran: Ric Flair, 57 anys.
- Campió més jove: René Duprée, 19 anys.
- Campions més pesats: Owen Hart & Yokozuna
- Campions més lleugers: Paul London & Brian Kendrick